# Vincenzo Montella
Vincenzo Montella (Pomigliano d'Arco, 18 de junho de 1974) é um ex-futebolista e treinador de futebol italiano, notabilizado por suas passagens por Genoa e, em especial na rival Sampdoria e pela Roma - é ele quem detém o recorde de gols em um único clássico Roma x Lazio, com quatro gols marcados naquela que é a maior vitória romanista no Derby della Capitale, o 5-1 de 2002. É o quinto maior artilheiro da história deste clube e um dos maiores atacantes dos anos recentes da Serie A.
O apelido de Montella é L'Aeroplanino, ou Little Aeroplane (em sua passagem pelo Fulham, da Inglaterra), ambos significando "O Aviãozinho", em referência à sua baixa estatura e ao jeito característico de comemorar seus gols. Além disso, Montella também é chamado de Topgun.

## Carreira em clubes

### Empoli e na dupla de Gênova
Embora nascido na região de Nápoles, Montella começou sua carreira no Empoli (então na Serie C1), em 1990. Aos 21 anos, após marcar dezessete gols, chamou a atenção do Genoa, que estava uma divisão acima. Como grifone, marcou 21 gols na temporada 1995-96, terminando na vice-artilharia da Serie B, anotando ainda outros cinco gols na conquista do Torneio Anglo-Italiano. Seu clube ficou apenas em oitavo, mas Montella fez somente um gol a menos que o artilheiro, Dario Hübner.[carece de fontes?]
O Empoli então o readquiriu para em seguida vendê-lo à Sampdoria, exatamente a arquirrival do Genoa - clubes que desde 1971 seguem sem negociar diretamente contratações entre si. Foi pelo detalhe de ter sido adquirido oficialmente perante o Empoli que permitiu ao Aeroplanino na prática passar dos rossoblù aos blucerchiati. A estreia de Montella na Samp deu-se exatamente no clássico genovês. Marcou na ocasião dois gols no Genoa, em Derby della Lanterna válido pela Copa da Itália. Embora não tenha evitado a eliminação para o ex-clube e rival, esteve perto de conseguir a primeira tripletta no duelo (lograda apenas por Diego Milito, pelo oponente, em 2009), pois ainda desperdiçou um pênalti.
Em paralelo, na Serie A, Montella teve um grande desempenho, que só não foi além em função de pubalgia. Mesmo perdendo seis rodadas em função desse mal, foi vice-artilheiro da competição, com 22 gols; e se tornou o jogador que, em toda a história, mais marcou gols em seu ano estreia na elite do campeonato italiano. Nessa campanha, Montella também igualou um recorde, que divide com Héctor Puricelli: quatro rodadas seguidas com dois tentos anotados. Conseguiu a chamada doppietta já na primeira rodada, marcando duas vezes em vitória por 4-1 fora de casa sobre a Roma. A sequência viria a partir da 13ª rodada, com dois gols cada sobre a Internazionale (vitória por 4-3 em Milão), Vicenza (2-1), Udinese (5-4, no Friuli), e Cagliari (4-1). Dentre os outros gols de Montella, o Aeroplanino também marcou sobre a Roma no returno (derrota de 2-1), Lazio (1-0) e Fiorentina (1-1). A Sampdoria terminou em sexto, a um ponto da classificação às competições continentais. Ao fim, os dorianos foram convidados pelo Barcelona para a disputa do Troféu Joan Gamper em agosto de 1997. Os catalães abriram 2-0 e Montella, já no minuto 74, diminuiu a partida que ainda terminaria empatada, embora perdidas nos pênaltis.[carece de fontes?]
Montella continuou bem na temporada subsequente, marcando vinte vezes - incluindo dois fora de casa em 3-3 com o Brescia, o do empate em 1-1 com a Internazionale de Ronaldo, dois em 6-3 no Napoli, dois em 2-0 sobre a Fiorentina, com a Sampdoria ficando em nono ao fim da Serie A de 1997-98.[carece de fontes?] Seu colega Juan Sebastián Verón foi vendido e substituído pelo compatriota Ariel Ortega, com quem também desempenhou boa dupla, mas incapaz de salvar a Samp do rebaixamento ao fim da temporada 1998-99. Montella, atrapalhado por uma lesão no tornozelo, marcou doze gols, incluindo uma tripletta em 4-0 sobre a Internazionale (com Ortega marcando o outro) e uma doppietta em 3-2 sobre a Fiorentina, mas os genoveses caíram por dois pontos.[carece de fontes?] Ainda assim, o atacante recebeu sua primeira convocação à seleção italiana e conseguiu transferência à Roma.

### Roma

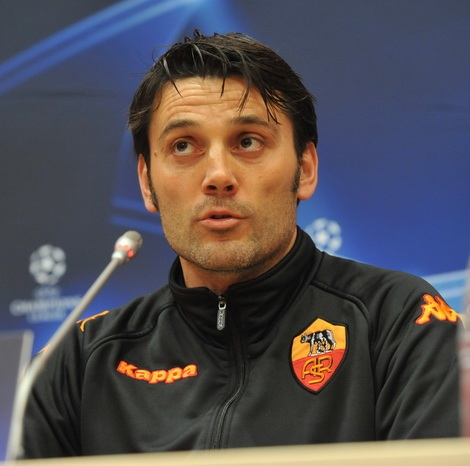
Montella na Roma, clube com o qual mais se identificou.

Em sua primeira temporada na capital, Montella foi razoavelmente bem por uma equipe que não convenceu no sexto lugar. Com dezoito gols, foi o artilheiro do elenco romanista, que bateu por 4-1 a arquirrival Lazio com dois gols do Aeroplanino em triunfo de 4-1 no Derby della Capitale. Montella também vazou o Milan, em 2-2 fora de casa, fez três gols em 4-0 na Fiorentina e voltou a marcar no clássico romano pelo returno, mas o rival venceu de virada por 2-1 e adiante terminou campeão. Na ocasião, a Lazio igualou-se ao número de títulos da Roma na Serie A, com ambas tendo dois scudetti cada uma.[carece de fontes?]
A Roma reagiu contratando Gabriel Batistuta para a temporada seguinte, fazendo Montella perder espaço e expor publicamente sua insatisfação com o treinador Fabio Capello, que não apreciava atacantes de baixa estatura. Mesmo oficialmente reserva, foi figura essencial na imediata resposta giallorossa, na campanha do terceiro e último título italiano da Roma, especialmente na reta final. Marcou quatorze gols, doze deles a partir da vigésima rodada. Dois foram em 3-2 sobre a Internazionale, o do empate no minuto final em 2-2 em Turim com a Juventus (vice-campeã exatamente por dois pontos de diferença), o do empate em 1-1 com o Milan e o segundo gol na vitória por 3-1 no jogo do título, frente o Parma na rodada final. Em seguida, ele marcou o segundo gol da vitória de 3-0 sobre a Fiorentina pela Supercopa da Itália.[carece de fontes?]
Montella tornou-se ídolo romanista definitivamente na temporada seguinte, com os quatro gols na vitória de 5-1 sobre a Lazio, um recorde individual de gols no Derby della Capitale e também o maior triunfo dos giallorossi sobre os laziali. L'Aeroplanino marcou outros nove no campeonato, todos a partir da 24ª rodada. Outros três vieram na penúltima rodada, em 5-0 sobre o Chievo,[carece de fontes?] surpresa da competição ao liderar o primeiro turno. A Roma teve chances de título até a última rodada. Pôde ultrapassar a então líder Internazionale, mas ficou com o vice-campeonato - a Juventus somou um ponto a mais e foi campeã. Na Liga dos Campeões da UEFA, Montella marcou um gol em vitória por 3-0 sobre o Barcelona.[carece de fontes?]
Na temporada 2002-03, Montella vazou a vice-campeã Inter nos dois turnos (2-2 e 3-3) e uma vez a campeã Juventus (derrota de 2-1), dentre outros seis gols na Serie A. Voltou ainda a ser carrasco no Derby della Capitale, marcando o único gol de 1-0 na semifinal da Copa da Itália, vencida adiante pelo Milan. Na seguinte, marcou somente cinco vezes na campanha do vice-campeonato. Mas na de 2004-05 teve individualmente a sua melhor temporada na Loba: foram vinte gols por um time que, embora tenha terminado em oitavo,[carece de fontes?] teve de brigar até o fim contra o rebaixamento. O clube, embora na mesma temporada tenha decidido (e perdido para a Inter) a Copa da Itália, ficou três pontos acima da queda.[carece de fontes?]
Apesar do desempenho, Montella não foi visto como indispensável pelo treinador Luciano Spalletti na temporada seguinte. Com os problemas físicos do Aeroplanino, Spalletti adotou esquema tático de 4-2-3-1 que privilegiou Francesco Totti como principal referência ofensiva. A Roma foi vice-campeã com Montella marcando um único gol, na vitória de 3-2 em Milão sobre a própria campeã Inter. No semestre seguinte, Montella marcou três vezes,[carece de fontes?] sendo em novembro emprestado ao time inglês Fulham.

### Final de carreira
Vestindo a camisa 11 do clube londrino, ele marcou duas vezes contra o Leicester City em sua estreia pelo Fulham, jogando no Craven Cottage pela FA Cup. Seu primeiro gol na Premier League veio em 20 de janeiro, contra o Tottenham Hotspur. Uma semana depois, novamente pela FA Cup, Ele marcou sobre o contra o Stoke City. O italiano marcaria ainda um gol na partida contra o Blackburn Rovers no empate por 1-1, o que ajudou o Fulham a se manter na primeira divisão. A torcida alvinegra desejava que Montella, autor de sete gols em quatorze jogos no campeonato, permanecesse, mas ele preferiu voltar à Roma.
Após meio ano na Inglaterra, porém, Montella foi novamente emprestado, voltando nessa condição à Sampdoria para a temporada 2007-08. Contribuiu para uma classificação à Copa da UEFA, com quatro gols marcados - o último deles deles, a dez minutos do encerramento da rodada final com a Juventus. Reintegrou o elenco romanista na temporada 2008-09, mas sem marcar gols.[carece de fontes?] Com 34 anos, possuindo um dos maiores salários do elenco apesar dos problemas físicos, teve sua permanência prolongada somente pelo seu significado no clube. Tinha contrato em vigor até 2010, mas preferiu rescindi-lo na pré-temporada de 2009-10, assinando um vínculo de treinador juvenil com a Roma.

## Seleção nacional
Montella foi convocado para a seleção italiana pela primeira vez em uma partida contra o País de Gales, em 5 de Junho de 1999.
Ainda fez parte da Azzurra na Euro 2000, torneio pelo qual jogou a final, entrando aos 86 minutos de jogo. A partida terminou com a vitória da França, que havia sido campeã da última edição da Copa do Mundo, em 1998.
Montella participou ainda da Copa do Mundo de 2002. Totalizou sua carreira pela seleção italiana com 20 partidas e 3 gols marcados.

## Como treinador

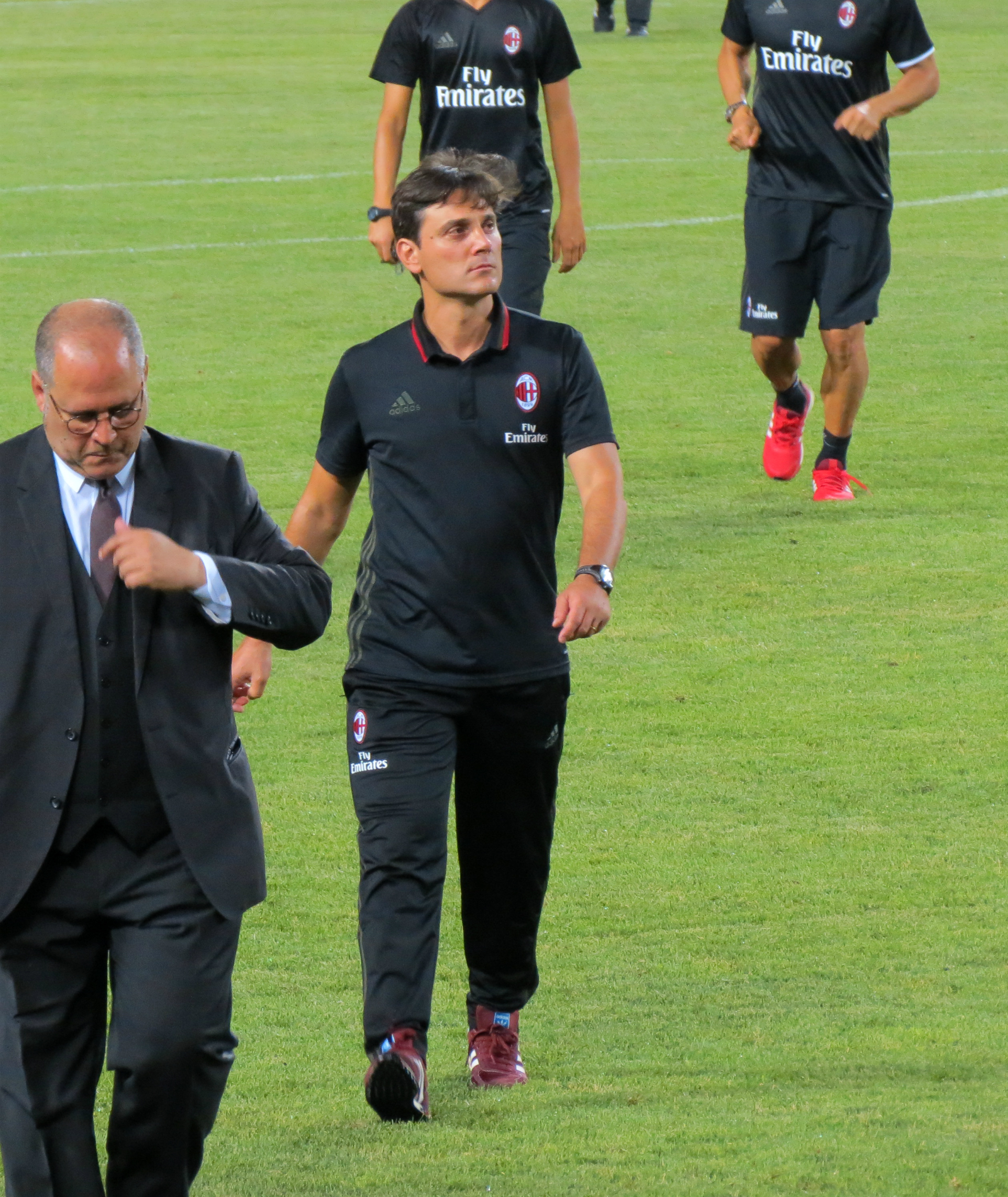
Montella, durante a Champions Cup de 2016.

Montella iniciou a carreira de treinador nas divisões de base da Roma. Após a dispensa de Claudio Ranieri assumiu interinamente a equipe principal, conseguindo um bom fim de temporada, mas sem manter-se no cargo - os giallorossi preferiram requisitar alguém mais experiente.  Em junho de 2011, assumiu o Catania, conseguindo a melhor pontuação da história do time siciliano na Serie A. Assumiu em seguida a Fiorentina, levando a Viola três vezes seguidas ao quarto lugar, classificando-a rotineiramente à Liga Europa da UEFA e respaldando-se como um jovem técnico promissor.
Atualmente, é treinador da Turquia, que qualificou recentemente para a Eurocopa.

## Estatísticas
| Clube           | Jogos | V  | E  | D  | %      |
| --------------- | ----- | -- | -- | -- | ------ |
| Roma            | 16    | 7  | 4  | 5  | 43,75% |
| Catania         | 40    | 12 | 15 | 13 | 30,00% |
| Fiorentina      | 151   | 79 | 32 | 40 | 52,32% |
| Sampdoria       | 27    | 6  | 6  | 15 | 22,22% |
| Milan           | 64    | 32 | 14 | 18 | 50%    |
| Sevilla         | 28    | 11 | 7  | 10 | 39,29% |
| Adana Demirspor | 34    | 14 | 8  | 12 | 49,02% |

## Títulos

### Como jogador

#### Genoa
- Coppa Anglo-Italiana: 1995–96

#### Roma
- Campeonato Italiano: 2000–01
- Copa da Itália: 2006–07
- Supercopa da Itália: 2001

### Como treinador

#### Milan
- Supercopa da Itália: 2016

## Artilharias

### Roma
- Supercopa da Itália: 2001 (1 gol)